# Anigraea homochroa
Anigraea homochroa là một loài bướm đêm trong họ Noctuidae.